# Mesocyclops annulatus
Mesocyclops annulatus är en kräftdjursart som först beskrevs av Wierzejski 1892.  Mesocyclops annulatus ingår i släktet Mesocyclops och familjen Cyclopidae. Inga underarter finns listade i Catalogue of Life.